# Oda Nobutaka
Oda Nobutaka (織田 信孝?; 1558 – 1583) fu un samurai giapponese del periodo Sengoku appartenente al clan Oda della provincia di Owari. Fu adottato come capo del clan Kanbe che governava nel centro della provincia di Ise e per questo era anche chiamato Kanbe Nobutaka (神戸 信孝?)..
Nobutaka nacque come terzo figlio di Oda Nobunaga e fu chiamato San Shichi (三七?) probabilmente perché nacque il settimo giorno del terzo mese del calendario lunare giapponese. Sua madre fu una concubina di nome Sakashi (坂氏?). Alcuni riportano che Nobutaka nacque venti giorni prima del secondo figlio di Nobunaga, Oda Nobukatsu, ma fu comunicato successivamente a Nobunaga e così fu riconosciuto come terzo figlio. 
Nel 1568 dopo che Nobunaga prese il controllo della provincia di Ise, Nobutaka fu messo a capo del clan Kanbe che risiedeva nel castello di Kanbe, oggi nei pressi dell'attuale Suzuka. L'anno successivo suo fratello maggiore Nobukatsu, fu adottato e messo a capo del clan Kitabatake e governò su una'area molto più grande della provincia di Ise. Alcuni missionari riportano che Nobutaka avesse un miglior carattere del più grande Nobukatsu ma detenesse un rango inferiore e una minore area di controllo.
Nel 1582 Nobutaka guidò un'armata nell'invasione di Shikoku con molti servitori quali Niwa Nagahide e Tsuda Nobuzumi, che era un giovane nipote di Nobunaga, al suo comando. Ma non appena fu pronto ad attraversare il mare a Sakai Nobunaga venne ucciso a Honnō-ji da Akechi Mitsuhide. Nobutaka tornò subito ad Osaka e uccise Nobuzumi che era sposato con una figlia di Mitsuhide. Nonostante la diffidenza di Nobutaka potesse aver senso, nel tempo non sono state portate prove che collegassero Nobuzumi a Mitsuhide. A Tomida, nella provincia di Settsu, Nobutaka si unì a Hashiba Hideyoshi sconfiggendo Akechi nella battaglia di Yamazaki.
Tuttavia, nonostante fosse uno dei vendicatori del padre, Nobutaka fu escluso dal consiglio per determinare il prossimo capo del clan Oda nel castello di Kiyosu e Oda Hidenobu fu eletto capo del clan sotto pressioni di Hideyoshi, nonostante avesse solo due anni. A Nobutaka fu data la provincia di Mino che era un premio molto più piccolo di quello che si aspettava. In seguito si alleò con Shibata Katsuie e Takigawa Kazumasu e iniziò una ribellione contro Hideyoshi, ma mentre Nobutaka fu circondato al castello di Gifu da Nobukatsu, Katsuie perse la battaglia di Shizugatake e Nobutaka si arrese.
Nobutaka fu inviato a Daimidoji a Noma, nel distretto di Chita, nella provincia di Owari dove Minamoto no Yoshitomo fu assassinato alla fine del periodo Heian. Sotto pressione di Hideyoshi e Nobukatsu commise seppuku. Due date sono riportate per la sua morte, 19 giugno e 21 giugno.
La sua waka composta prima di morire fu la seguente:
昔より 主を討つ身の 野間なれば
Mukashi yori Shuu o Utsu Mi no Noma nareba
報いを待てや 羽柴筑前
Mukui o Mateya Hashiba Chikuzen
Fu una poesia vendicativa che potrebbe essere tradotta così: "Hai ucciso colui che servivi ... che i kami ti colpiscano, Hashiba Hideyoshi".